# Josephine Thrane
Josephine Thrane, född Buch 1820, död 1862, var en norsk lärare, journalist och politisk aktivist.
Hon gifte sig 1841 med Marcus Thrane. Hon skötte en skola med maken 1841-46 och medverkade från 1854 i hans tidning Arbeider-Foreningernes Blad. När hennes make var fängslad 1855-58 arbetade hon för hans frigivning och skötte samtidigt tidningen. 